# アクティブペン

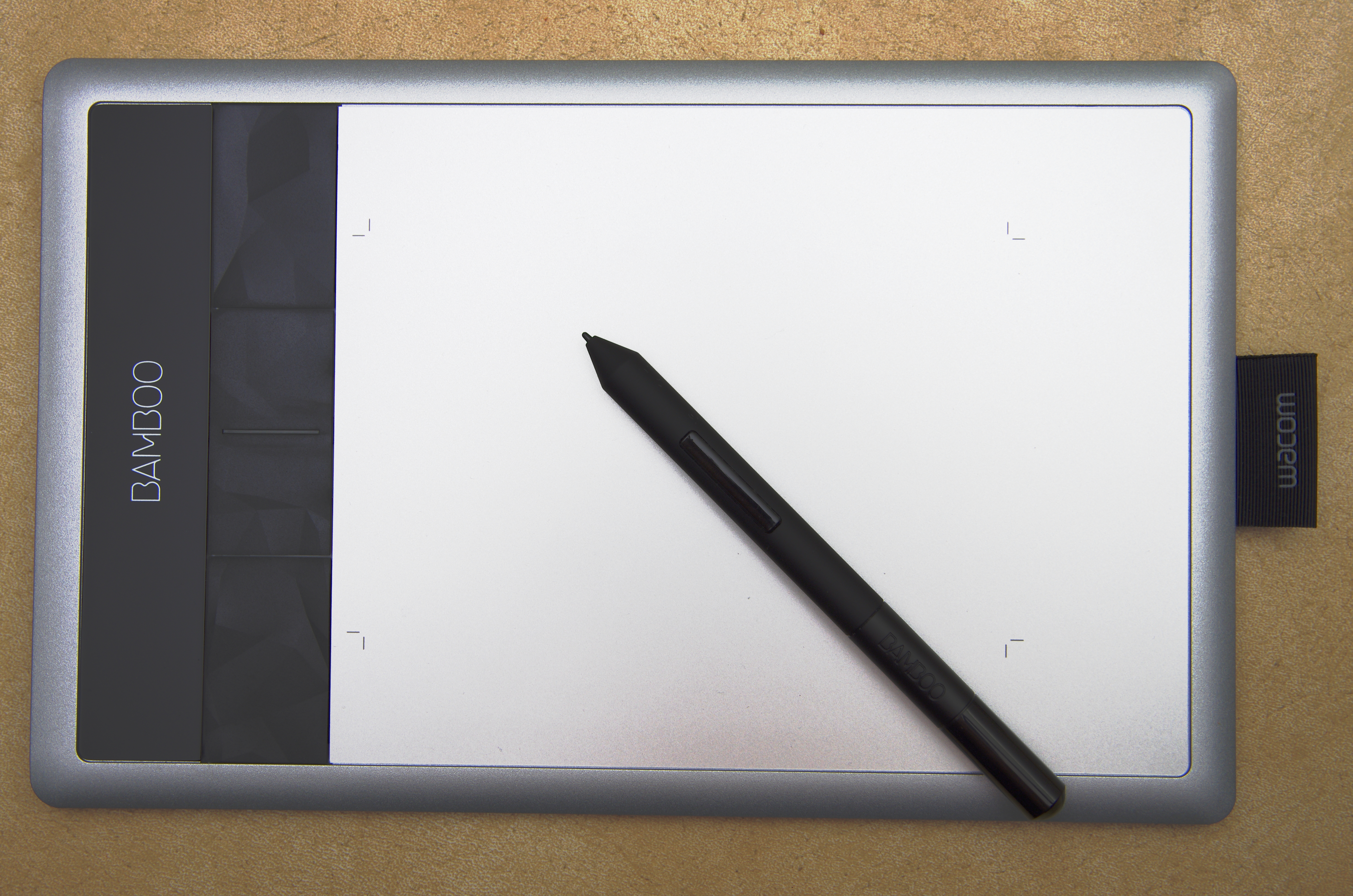
付属の誘導ペンを備えたワコム Bamboo Capture グラフィックタブレット。表面のクロップマークは、14.7×9.2cmまたは5.8×3.6インチのアクティブエリアを示す。

アクティブペン（英語: Active pen）、アクティブスタイラス（英語: active stylus）は、電子コンポーネントを含む入力デバイスであり、ユーザーがスマートフォン、タブレットコンピューター、Ultrabookなどのコンピューティングデバイスのディスプレイに直接書き込むことができる。アクティブペンの市場は長い間、N-trig とワコムによって支配されてきたが、AtmelとSynapticsもアクティブペンの設計をしている。
アクティブペンは一般的に大きく、スタイラスよりも多くの機能を備えている。デジタルペンには通常、内部の電子機器が含まれており、タッチ感度、入力ボタン、メモリ、書き込みデータ送信機能、電子消しゴムなどの機能がある。
アクティブペンとパッシブスタイラスまたはパッシブペンと呼ばれる入力デバイスの主な違いは、後者は画面に直接書き込むこともできるが、電子機器が含まれていないため、独自の機能がすべて欠けている。アクティブペンの場合：タッチ感度、入力ボタンなどアクティブペンデバイスは、GoogleのAndroidやMicrosoft Windowsなどの最新のオペレーティングシステムをサポートする。

## 使用

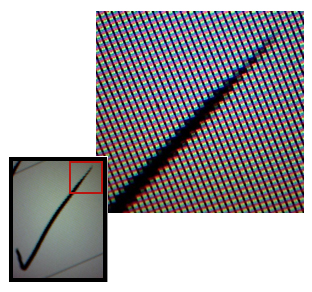
アクティブペンは自然圧力検知

アクティブペンは通常、メモを取る、画面上の描画/ペイント、電子ドキュメントの注釈、および正確なオブジェクトの選択とスクロールに使用される。手書き認識ソフトウェアと組み合わせて使用すると、アクティブなペンの手書き入力をデジタルテキストに変換し、デジタルドキュメントに保存し、テキストまたは描画アプリケーションで編集することができる。

## アクティブペンと定位置ペン
電子部品は、独自のデジタイザーによってピックアップされ、専用のコントローラーに送信されるワイヤレス信号を生成し、ペンの位置、圧力、およびその他の機能に関するデータを提供する。アクティブペンの電子機器によって有効になる追加機能には、意図しないタッチ入力を防ぐための手のひらの拒否、およびペンが画面に触れていないときに近くに保持されているときにコンピューターがペンの位置を追跡できるようにするホバーが含まれる。ほとんどのアクティブペンは、マウスまたはキーボードの代わりに使用できる1つ以上の機能ボタン（消しゴムや右クリックなど）を備える。

## 容量性ペン
マルチタッチスクリーンと互換性のある新技術世代のアクティブ静電容量デバイスがあり、画面上に細い線を描きながら先端を見ることができ、描画または書き込み時の接触点をカバーするため、指では達成できない精度が得られる。（マルチタッチ静電容量技術は、もともと指で作動するように設計されている）。
いくつかの典型的なパッシブスタイラスには、アクティブペンで使用されるより正確なボールペンのようなチップではなく、ユーザーの指をエミュレートするためにゴムまたは導電性フォームで作られた大きなチップが含まれている。
Wacom Pro Pen2やHuion PW500/PW507 などのメーカーが実施しているアクティブペンは、8,192レベルの筆圧感度と傾き認識を正確にサポートする。アクティブペンの傾斜機能は、傾斜感度をサポートするアプリケーションで、自然に見えるペン、ブラシ、および消しゴムのストロークを作成するのに役立つ。

## テクノロジーグループ
アクティブ

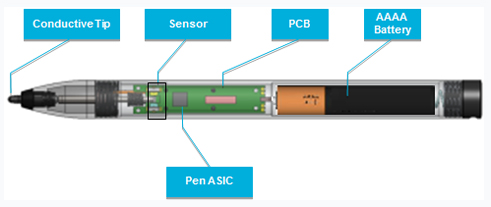
N-trigDuosensペンの内面図

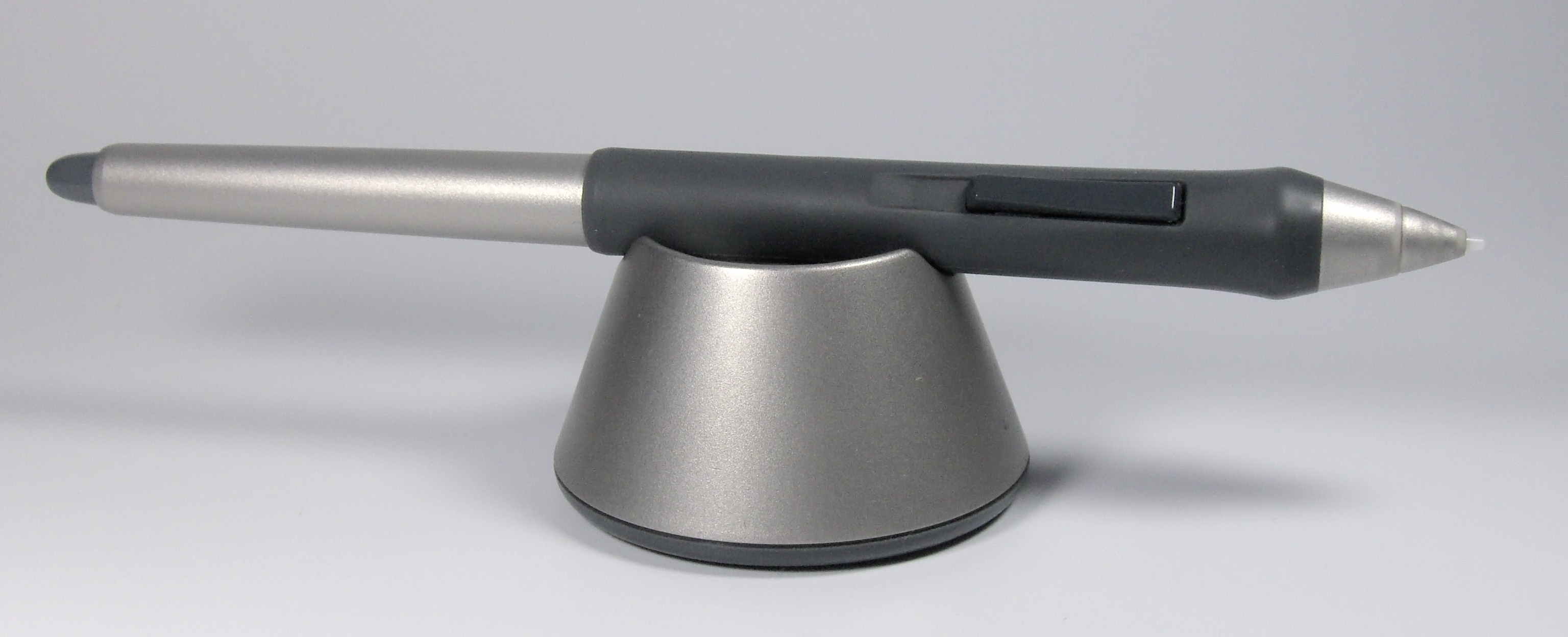
ワコムのデジタルペン

N-trigのDuoSensePen™などのアクティブペンには、モバイルデバイスの内蔵デジタイザーによって信号が取得されてコントローラーに送信される電子コンポーネントが含まれ、ペンの位置、圧力、ボタンの押下などの機能に関するデータを提供する。
ポジショナル
位置ベースのデジタルペンは、書き込み中に先端の位置を検出する機能を使用する。一部のモデルは、ワコムによって普及したグラフィックタブレットや、ワコムのPenabledテクノロジーを使用したタブレットコンピューターで見つけることができる。
容量性（マルチタッチ互換）
マルチタッチ対応の静電容量式ペンは、マルチタッチスクリーンで使用される信号を生成し、書き込み中または描画中の移動中にチップの位置を検出する。これらは、iPhone、iPad、Samsung、LGなどの静電容量式マルチタッチスクリーンを備えたほとんどのスマートフォンやタブレットと互換性がある。